# Matthias Müller (Musiker)

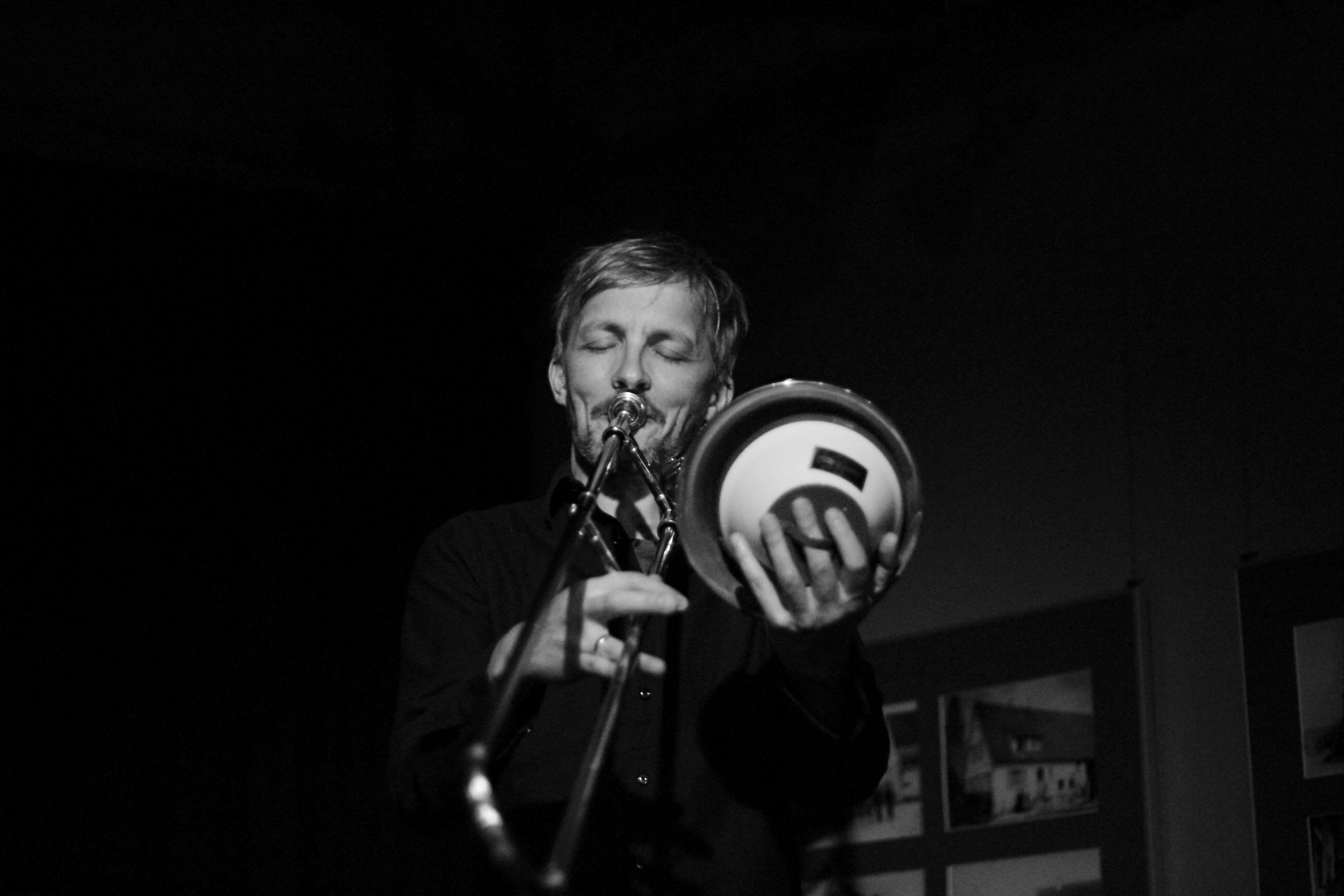
Matthias Müller mit dem Foils Quartet im club W71, 2016

Matthias Müller (* 1971 in Zeven) ist ein deutscher Jazzposaunist.

## Leben und Wirken
Müller spielt seit dem elften Lebensjahr Posaune. Von 1992 bis 1994 studierte er an der Carl von Ossietzky Universität Oldenburg, danach bis 1999 an der Folkwang Hochschule Essen. Seit 1996 nahm er an verschiedenen Tanz-, Theater- und Neue-Musik-Projekten u. a. am Schauspielhaus Düsseldorf, der Deutschen Oper am Rhein und am Berliner Ensemble teil und arbeitete mit Avantgardetheater- und Tanzgruppen wie John’s Music and Theater Cage, Theater der Klänge und Les petits Poissons zusammen.
Er ist Mitglied mehrerer Musikgruppen, darunter The Astronomical Unit (mit Clayton Thomas und Christian Marien) und Foils mit Frank Paul Schubert. Mit Peter Eisold und Simon Camatta bildet er das Pansonics Trio; außerdem tritt er in Duoformationen mit Camatta und mit Marien auf.
Als Sideman arbeitete er u. a. mit Lina Allemano (Canons, 2023), Albert Mangelsdorff, Frank Gratkowski, Jack Wright, Michael Zerang, Johannes Bauer, Matthias Schubert, Olaf Rupp, Rudi Mahall, Nguyên Lê, Matthias Nadolny, Christian Brückner, Blixa Bargeld, Marcin Dymiter, Tina Frank, Kenny Wheeler, John Butcher (Fluid Fixations, 2024) und Norma Winstone zusammen.
Matthias Müller lebt in Berlin.

## Diskographische Hinweise
- Supernova Orchestra: Entrance (kip 2002)
- Bhavan (JazzHausMusik, 2003; mit Jan Klare, Andreas Wahl, Peter Eisold)
- Olaf Ton: ...und das dunkle Vermächtnis der goldenen Kuh (2nd Floor, 2005; mit Ritsche Koch, Benjamin Weidekamp, Christian Weber, Christian Marien)
- The Camatta Aula (NRW 2007; mit Nils Ostendorf, Paolo Dinuzzi, Simon Camatta, Levi Camatta)
- Stereo Lisa: Anno Onno Monno (Jazzwerkstatt, 2008; mit Ibadet Ramadani, Almut Kühne, Ritsche Koch, Aki Sebastian Ruhl, Benjamin Weidekamp, Jürgen Kupke, Gebhard Ullmann, Simon Harrer, Michael Haves, Christian Marien)
- Johannes Bauer, Christof Thewes, Matthias Müller Posaunenglanzterzett - live im Künstlerhaus (gligg records 2012)
- Absolutely Sweet Marie Roads, Doves and Other Stuff: The Music of Bob Dylan (Tiger Moon, 2014; mit Alexander Beierbach, Steffen Faul, Max Andrzejewski)
- Matthias Müller, Matthias Muche MM squared session (Creative Sources, 2015)
- Absolutely Sweet Marie Another Side of Blonde on Blonde: The Music of Bob Dylan – Vol. 2 (Tiger Moon, 2016; mit Alexander Beierbach, Steffen Faul, Max Andrzejewski)
- Jeb Bishop, Matthias Müller, Matthias Muche: Konzert für Hannes (NotTwo Records, 2017)
- Matthias Müller, Éric Normand, Petr Vrba: Triche! (Tour de Bras, 2020)
- Kern & Kosack: Poles and Pulse (Trouble in the East 2020, mit Edith Steyer, Liz Kosack, Yorgos Dimitriadis)
- Matthias Müller, Matthias Bauer, Rudi Fischerlehner: Der Dritte Stand (Not Applicable, 2022)
- Matthias Müller / Andreas Willers (Trouble in the East, 2025)

## Belege
1. ↑  Bandcamp, abgerufen am 6. Februar 2018.

| Personendaten    | Personendaten           |
| ---------------- | ----------------------- |
| NAME             | Müller, Matthias        |
| KURZBESCHREIBUNG | deutscher Jazzposaunist |
| GEBURTSDATUM     | 1971                    |
| GEBURTSORT       | Zeven                   |